# Jakob Sokopp
Jakob Sokopp (* 16. Juli 1855; † 5. Oktober 1925) war ein österreichischer Gewerkschafter. Er war Mitbegründer der ersten gewerkschaftlichen Organisation der österreichischen Metalldrucker (Obmann bis 1896). Er ist ein Urgroßvater von Martin Auer.